# NGC 3495
NGC 3495 ist eine Spiralgalaxie vom Hubble-Typ Scd im Sternbild Löwe. Sie ist schätzungsweise 45 Millionen Lichtjahre von der Milchstraße entfernt.
Das Objekt wurde am 27. Januar 1786 von Wilhelm Herschel entdeckt.